# Ian Bird
Pour les articles homonymes, voir Bird.
Ian Bird est un concepteur de jeux et développeur britannique de jeux vidéo.

## Éléments biographiques
Ian Bird a conçu des jeux de gestion et de stratégie bien accueillis comme Millennium 2.2 et Deuteros: The Next Millennium. Depuis le milieu des années 1990, il travaille pour Blitz Games (autrefois Interactive Studios).

## Travaux
- 1985 - Theatre Europe
- 1989 - Millennium 2.2
- 1991 - Deuteros: The Next Millennium
- 1993 - Campaign II
- 1995 - Millennia: Altered Destinies
- 1998 - WarGames
- 2000 - Chicken Run
- 2001 - The Mummy Returns
- 2003 - Pac-Man World 3